# ヒマラヤ (企業)
株式会社ヒマラヤ（英: HIMARAYA Co., Ltd.）は、スポーツ用品小売チェーンを展開する企業。本社所在地は岐阜県岐阜市。

## 沿革
- 1976年（昭和51年）4月 - 有限会社岐阜ヒマラヤ創業。
- 1991年（平成3年）8月 - 株式会社ヒマラヤ設立。現所在地に本社移転。
- 1993年（平成5年）4月 - 株式会社ゴルフパークヒマラヤを吸収合併。
- 1996年（平成8年）9月 - 株式を店頭公開。
- 1998年（平成10年）- 三菱商事と商品開発における業務携基本契約を締結。
- 1999年（平成11年）12月 - 東京証券取引所、名古屋証券取引所各2部上場。
- 2003年（平成15年）- 本館を改装工事。
- 2005年（平成17年）- 森トラストと業務及び資本提携。
- 2006年（平成18年）- 創業30周年。
- 2011年（平成23年）
  - 1月25日 - 共通ポイントサービス「Ponta」に参加。
  - 7月4日 - 首都圏でスポーツ用品店「B&D」を展開する株式会社ビーアンドディーを100%子会社化。
  - 11月 - 三菱商事と資本提携。
- 2012年（平成24年）5月18日 - 東京証券取引所、名古屋証券取引所各1部指定。
- 2017年（平成29年）12月 - 100%子会社の株式会社ビーアンドディーをRIZAPグループに株式譲渡[1]。
- 2021年（令和3年）
  - 2月 - 三菱商事との資本提携解消に伴い、株式会社コモリ・コーポレーションが株式公開買付けにより三菱商事保有株式を取得[2][3]。
  - 3月 - 三菱商事との業務提携を解消[2]。
- 2023年（令和5年）10月 - 東京証券取引所における市場区分をスタンダード市場へ変更。

## CM出演者
- 原田さとみ（1992年 - 1993年）
- 堀田和則
- 上矢りせ
- 白井美帆
- BOYS AND MEN（2013年 - ）